# Jun Marques Davidson
Jun Marques Davidson (ディビッドソン 純 マーカス Davidson Jun Marques?), född 7 juni 1983 i Tokyo prefektur, är en japansk före detta fotbollsspelare.
Davidson började sin karriär 2002 i Omiya Ardija. Efter Omiya Ardija spelade han för Albirex Niigata, Vissel Kobe, Consadole Sapporo, Carolina RailHawks, Tokushima Vortis, Vancouver Whitecaps FC, Navy FC och Charlotte Independence. Han avslutade karriären 2017.